# Sarcococca confertiflora
Sarcococca confertiflora är en buxbomsväxtart som beskrevs av Joseph Robert Sealy. Sarcococca confertiflora ingår i släktet Sarcococca och familjen buxbomsväxter. Inga underarter finns listade i Catalogue of Life.